# أريكة في تونس (فلم)
أريكة في تونس (بالفرنسية: Un divan à Tunis) هو فيلم كوميدي تونسي فرنسي صدرَ عام 2019 من إخراج المخرجة التونسيّة منال العبيدي. عرض الفيلم لأول مرة في العالم في مهرجان البندقية السينمائي الدولي السادس والسبعين ، خلال أيام البندقية ، في 4 سبتمبر 2019. [4] كان أول ظهور للفيلم في أمريكا الشمالية في قسم السينما العالمية المعاصرة في مهرجان تورنتو السينمائي الدولي لعام 2019 في 8 سبتمبر 201

## الإيرادات
حقق الفيلم 3.7 مليون دولار في جميع أنحاء العالم ، [1] مقابل ميزانية إنتاج تبلغ حوالي 2.4 مليون دولار. [2]

## =الإنتقادات
في مجمع التعليقات الفرنسي AlloCiné ، حصل الفيلم على متوسط تقييم 3.7 من أصل 5 ، بناءً على تقييمات 24 نقادًا.
```
[10]و عُرض الفيلم أيضا في قسم السينما العالمية المعاصرة في مهرجان تورنتو السينمائي الدولي دورة 2019.
[
3
]
```

## القصّة
يدورُ الفيلم حول مُحلّلة نفسية تونسية تُدعى سلمى. تعودُ هذه الأخيرة لتونس بعدما تلقت تعليمها في العاصِمة الفرنسيّة باريس وذلك للاشتغالِ هناك في مجالِ التحليل النفسي.

## طاقم التمثيل
- غلشيفته فراهاني في دور سلمى
- هشام اليعقوبي في دور رؤوف
- منصف أنجيجي في دور مراد
- مجد مستورة في دور نعيم

## انتقادات
تعرضت المخرجة التونسية منال العبيدي والفيلم الذي أشرفت عليهِ «أريكةٌ في تونس» للعديد من الانتقادات بعدما عُرض هذا الأخير إلى جانبِ خمسِ أفلامٍ عربيةٍ في مهرجان إسرائيلي بمدينة القدس. جاء عرضُ الفيلمِ خلال مهرجان «سينما الشرق الأوسط» برعايةٍ من الحكومة الإسرائيليّة.
وجهت التنسيقية التونسية للعمل المشترك من أجل فلسطين في ذاتِ السيّاق رسالةً مفتوحةً إلى المخرجة منال طالبين منها «بألَّا تسمح بأن يكون فنها مدخلًا للتطبيع مع نظام التمييز العنصري والإرهاب الصهيوني.» اعتبرت التنسيقية في بيانها أن هذا المهرجان يأتي «كأحد مظاهر التطبيع مع الكيان الصهيوني، والذي يأتي إثر إعلان ترامب صفقته البائسة لتصفية الحق الفلسطيني، ويندرج ضمن المحاولات الدنيئة المسجلة مؤخرًا في تونس وباقي البلدان العربية من أجل فرض مضمون هذه الصفقة.»
في المقابل، هدَّد عددٌ من التونسييين بمقاطعة الفيلم عند عرضه في تونس إذا لم تطلب منال العبيدي إلغاء العرض الإسرائيلي، بينما علق الممثل مجد مستورة – وهو أحد أبطال الفيلم – قائلًا: